# بخش الگوما
بخش الگوما (به انگلیسی: Algoma District) یک سکونتگاه مسکونی در کانادا است که در انتاریو واقع شده‌است.

## خصوصیات
بخش الگوما ۱۱۵٬۸۷۰ نفر جمعیت دارد.